# Sebakhin
Un sebakhin, est un paysan égyptien qui glane la terre fertile pour la répandre sur les champs. Leur quête est un désastre pour les archéologues et égyptologues car ces paysans ont récupéré les briques d'argile des sites archéologiques, détruisant parfois la totalité des vestiges.

## Note
1. ↑  On trouve également la graphie sabbakhin
2. ↑  Ce mot d'origine égyptienne est également utilisé tel quel en anglais

## Référence
- Jean-Jacques Luthi, En quête du français d'Égypte : adoption, évolution, caractères, Paris, Éditions L'Harmattan, 2005, 291 p., poche (ISBN 978-2-7475-7806-6)